# Linsanger
Linsanger (Prionodon) är ett släkte i familjen viverrider som förekommer med två arter i Sydostasien. Prionodon är det enda släktet i underfamiljen Prionodontinae.

## Kännetecken
Linsanger påminner om en blandning av sibetkatter och genetter. I motsats till dessa djur saknar linsanger förmåga att utsöndra vätska från sina analkörtlar. Arterna i släktet är smala och långsträckta med korta extremiteter och en lång svans. Pälsens grundfärg är orange-grå till gråbrun med svart mönstring av fläckar och strimmor. Huvudet kännetecknas som hos de flesta viverrider av en långsträckt spetsig nos. Linsanger når en kroppslängd mellan 30 och 45 centimeter. Därtill kommer en 30 till 42 centimeter lång svans. Vuxna djur väger mellan 600 och 800 gram.

## Levnadssätt
Linsanger är aktiva på natten och lever i tropiska regnskogar. De vistas huvudsakligen i träd men letar även på marken efter föda. De vilar i självbyggda bon eller håligheter i träd. Som hos de flesta viverrider lever varje individ ensam. Det är inte mycket mer känt om arternas levnadssätt på grund av att de är skygga och sällsynta.
Linsanger är allätare och livnär sig av mindre däggdjur, fåglar och deras ägg, ödlor, groddjur och as. Dessutom äter de växtdelar som till exempel frukter.
Även fortplantningssättet är nästan outforskat. Två gånger om året föder honan vanligtvis två ungar.

## Arterna
I släktet finns två arter:
- Prionodon linsang är jämförelsevis stor. Pälsens grundfärg varierar mellan ljusgrå och gråbrun. Mönstringen består av fyra till fem mörka remsor på djurets rygg och kroppssidor samt flera prickar vid extremiteterna. Arten förekommer från västra Thailand över Malackahalvön till ögruppen som omfattar Indonesien, Sumatra, Borneo och Java.
- Prionodon pardicolor har en orange-brun päls med svarta prickar som bildar strimmor. Denna art förekommer på Sydostasiens fastland från östra Indien över södra Kina till Vietnam och mellersta Thailand.